# Anne-Louis-Henri de La Fare
Anne-Louis-Henri de La Fare (ur. 8 września 1752 w Bessay, zm. 10 grudnia 1829 w Paryżu) – francuski kardynał.

## Życiorys
Urodził się 8 września 1752 roku w Bessay, jako syn Louis-Joseph-Dominique’a La Fare’a i Gabrielle-Paule-Henriette Gazeau. 23 września 1775 roku przyjął święcenia diakonatu, a 21 września 1776 – prezbiteratu. 17 grudnia 1787 roku został biskupem Nancy, a 13 stycznia 1788 roku przyjął sakrę. Ponieważ nie zaakceptował Konstytucji cywilnej kleru musiał udać się na wygnanie do Saarbrücken, Trewiru, Mannheim i Wiednia. Ludwik XVIII, który także przebywał na wygnaniu, mianował go chargé d’affaires. Zwracał się z prośbą do duchownych austriackich o udzielanie azylów dla duchowieństwa. Nie zgodził się na rezygnację z zarządzania diecezją (na podstawie konkordatu z 1801 roku), gdyż upatrywał w tym rozkład gallikanizmu. Został członkiem Tajnej Rady Królewskiej, a w 1815 roku zrezygnował z zarządzania diecezją (rezygnacja weszła w życie rok później). W 1817 roku został arcybiskupem Sens. Mimo że potępił konkordat z 1801 roku i wszystkie akty Piusa VII od roku 1797, Ludwik XVIII odmówił nadania mu tytułu ambasadora przy Stolicy Piotrowej. W 1822 roku został parem Francji. 16 maja 1823 roku został kreowany kardynałem prezbiterem i otrzymał kościół tytularny Santa Maria in Traspontina. Dwa lata później został ministrem stanu w Tajnej Radzie Królewskiej. Zmarł 10 grudnia 1829 roku w Paryżu.